# Efraim (keresztnév)
Az Efraim (héberül: אפרים) héber eredetű férfinév, jelentése: kettős termés, termékenység.

## Gyakorisága
Az 1990-es években szórványos név, a 2000-es években nem szerepel a 100 leggyakoribb férfinév között.

## Névnapok
- január 28.[2]
- február 1.[2]
- június 9.[2]
- június 18.[2]

## Híres Efraimok
- Efrájim Kishon (Kishont Ferenc) magyar származású izraeli humorista, író
- Gotthold Ephraim Lessing drámaíró, kritikus, esztéta, dramaturg
- Efraim, ókori izraelita személy és törzs

### Kitalált személyek
- Harisnyás Efraim hajóskapitány, egy fiktív déltengeri ország – Kurrekurredutt – uralkodója, Harisnyás Pippi édesapja